# 格雷戈·巴拉濟奇
格雷戈·巴拉濟奇（1988年2月12日—）是一位斯洛文尼亞足球運動員。在場上的位置是中後衛。他現在效力於塞爾維亞足球超級聯賽球隊游擊隊足球俱樂部。他也代表斯洛文尼亞國家足球隊參賽。